# Liste der Naturdenkmale in Hümmerich
Die Liste der Naturdenkmale in Hümmerich nennt die im Gemeindegebiet von Hümmerich ausgewiesenen Naturdenkmale (Stand 9. Oktober 2013).

## Naturdenkmale
| Nr.         | Bezeichnung                | Lage                                           | Beschreibung                                                 | Bild                                    |
| ----------- | -------------------------- | ---------------------------------------------- | ------------------------------------------------------------ | --------------------------------------- |
| ND-7138-437 | Felsblockpartie Im Bengert | südwestlich des Ortes; Abteilung Mühlberg Lage | mehrere devonische Quarzitblöcke; flächenhaftes Naturdenkmal | Direkt Bild zu diesem Denkmal hochladen |
| ND-7138-441 | Eiche                      | Bismarckstraße, bei Nr. 1 Lage                 | Quercus petraea, gepflanzt um 1700                           | Fotos hochladen                         |